# 모도시 페테르 (레슬링 선수)
모도시 페테르(헝가리어: Módos Péter, 1987년 12월 27일~)는 헝가리의 레슬링 선수로 2012년 하계 올림픽 그레코로만형 밴텀급에서 동메달을 획득했다. 